# 島根大学
島根大学（しまねだいがく、英語: Shimane University）は、島根県松江市西川津町1060に本部を置く日本の国立大学。1920年創立、1949年大学設置。大学の略称は 島大（しまだい）。

## 概観

### 大学全体
2003年10月1日に旧島根大学と旧島根医科大学が統合し、設立された。法文学部、教育学部、人間科学部、医学部、総合理工学部、材料エネルギー学部、生物資源科学部の7学部からなる。旧制学校を母体の一つとし基礎科学系、人文科学系の課程を設置している。放送大学学園と単位互換協定を結んでおり、放送大学で取得した単位を卒業に要する単位として認定することができる。
医学部を除く学部が集まる松江キャンパスは県庁所在地松江市中心部から数kmの距離にあり中四国では岡山大学、香川大学、愛媛大学などと共に市街地型のキャンパスである。市中心部には飲食店が軒を連ねるエリアもある。
25％の学生が県内出身、約6割の学生が鳥取県、広島県、岡山県など近隣県の出身である。
学部生：5,326名、大学院生：723名、計6,049名（2023年5月1日現在）。

### 憲章
- 豊かな人間性と高度な専門性を身につけた、自ら主体的に学ぶ人材の養成
- 特色ある地域課題に立脚した国際的水準の研究推進
- 地域問題の解決に向けた社会貢献活動の推進
- アジアをはじめとする諸外国との交流の推進
- 学問の自由と人権の尊重、社会の信頼に応える大学運営

## 沿革
- 1949年（昭和24年）6月1日 - 島根大学が発足[3]。松江高等学校・島根師範学校・島根青年師範学校を母体。
  - 旧制松江高等学校を母体とする文理学部と島根師範学校および島根青年師範学校を母体とする教育学部の二学部を設置。
  - 旧・島根師範学校女子部のあった浜田市に教育学部浜田分校、旧・島根青年師範学校のあった出雲市に教育学部出雲分教場を設置。
  - 松江市に島根大学教育学部附属中学校・島根大学教育学部附属小学校設置。
- 1950年（昭和25年） - 島根大学教育学部出雲分教場を廃止。
- 1952年（昭和27年） - 島根大学教育学部浜田分校を廃止。
- 1955年（昭和30年） - 島根大学教育学部附属幼稚園を設置。
- 1965年（昭和40年）4月1日 - 県立島根農科大学を国に移管し、農学部を設置[4]。
- 1973年（昭和48年） - 島根大学文理学部隠岐臨海実験所を開設。
- 1975年（昭和50年）10月1日 - 島根医科大学を設置[5]（現医学部）。
- 1978年（昭和53年） - 文理学部を改組し、法文学部・理学部を設置。
- 1979年（昭和54年） - 島根医科大学医学部附属病院（現島根大学医学部附属病院）設置。
- 1982年（昭和57年） - 米国セントラル・ワシントン大学、英国ケント州立大学と大学間交流協定締結。
- 1986年（昭和61年） - 米国カリフォルニア大学デイビス校と大学間交流協定締結。
- 1989年（平成元年） - 後期3年のみの博士課程の独立研究科として、鳥取大学大学院農学研究科、島根大学大学院生物資源科学研究科、山口大学大学院農学研究科の修士課程の講座と附属施設を母体として、鳥取大学大学院連合農学研究科を設立。
- 1992年（平成4年） - 汽水域研究センターを設置。
- 1993年（平成5年） - 米国アーカンソー大学と大学間交流協定締結。
- 1995年（平成7年） - 理学部と農学部を改組し、工学系分野を融合した総合理工学部・生物資源科学部を設置。
- 2003年（平成15年） - 島根大学と旧島根医科大学が統合。
- 2004年（平成16年） - 国立大学法人となる。大学院法務研究科（法科大学院）を設置。教育学部が、鳥取大学教育地域科学部と再編。教育職員免許取得を卒業要件としない生涯学習課程と生活環境福祉課程の定員計100名を鳥取大に移動する一方、鳥取大の教員養成課程の定員70 名を島根大に移動させ、教員養成に特化。
- 2005年（平成17年） - 島根大学・寧夏大学国際共同研究所設置。
- 2008年（平成20年） - 独立行政法人・宇宙航空研究開発機構 (JAXA) と宇宙教育に関する連携協定締結。
- 2009年（平成21年） - 国登録文化財「旧奥谷宿舎（旧制松江高等学校外国人宿舎）」の修復完成。
- 2013年（平成25年）6月24日 - 雲南市勤労青少年ホームに「サテライトキャンパス雲南」を開設[6]。
- 2017年（平成29年） - 人間科学部を設置。
- 2018年（平成30年） - 総合理工学研究科と生物資源科学研究科を統合し、自然科学研究科（博士前期課程）を設置。地域未来共創本部を設置（産学連携センターなどを統合）[7]。総合博物館アシカルが開館。
- 2019年（平成31年） - 大学院法務研究科を廃止。教育学部附属小学校及び附属中学校を附属義務教育学校に改組
- 2020年（令和2年） - 自然科学研究科（博士後期課程）を設置
- 2021年（令和3年） - 人文社会科学研究科と大学院教育学研究科臨床心理専攻を統合し、人間社会科学研究科（修士課程）を設置
- 2023年（令和5年） - 先端金属素材の研究などを行う新たな学部「材料エネルギー学部」を開設[8]
- 2025年（令和7年） - 総合理工学部を再編し、総合理工学科の1学科に変更予定。

## 基礎データ

### 所在地
- 松江キャンパス（島根県松江市西川津町1060）
- 出雲キャンパス（島根県出雲市塩冶町89-1）

### 象徴

#### 学歌
- 「島根大学歌」

## 教育および研究

### 学部
- 法文学部
  - 法経学科
    - 法学コース
    - 経済学コース
    - 司法特別コース

  - 社会文化学科
    - 現代社会コース
      - 社会学研究室、地理学研究室、文化人類学研究室

    - 歴史と考古コース

  - 言語文化学科[注 1]
    - 日本・東アジア言語文化分野
    - 英米・ヨーロッパ言語文化分野
    - 文化の創造と理解分野

- 教育学部
  - 学校教育課程[注 2]
    - Ⅰ類
      - 初等教育開発専攻
      - 特別支援教育専攻
      - 言語教育専攻
        - 国語教育コース
        - 英語教育コース

      - 共生社会教育専攻
      - 数理基礎教育専攻
      - 自然環境教育専攻
      - 人間生活環境教育専攻(2016年度入学生まで)

    - Ⅱ類
      - 健康・スポーツ教育専攻
      - 音楽教育専攻
      - 美術教育専攻

    - 副専攻[9]
初等教育開発専攻、言語教育専攻（国語教育コース、英語教育コース）、共生社会教育専攻、数理基礎教育専攻、自然環境教育専攻、健康・スポーツ教育専攻、音楽教育専攻、美術教育専攻、家庭科教育専攻、技術科教育専攻

- 人間科学部（2017年度に設置）
  - 人間科学科
    - 心理学コース
    - 福祉社会コース
    - 身体活動・健康科学コース

- 医学部
  - 医学科[注 3]
  - 看護学科[注 4]

- 総合理工学部 [注 5]
  - 総合理工学科 （2025年度より）[注 6]
    - 先端ものづくり分野[注 7]
    - IT・デジタル分野[注 8]
    - 自然環境・住環境分野[注 9]

  - 物理・マテリアル工学科　（2024年度まで）
    - 基礎物理学コース
    - マテリアル工学コース
    - 電子デバイス工学コース

  - 物質化学科　（2024年度まで）
    - 基礎化学コース
    - 環境化学コース
    - 機能材料化学コース

  - 地球科学科　（2024年度まで）
    - 地球物質資源科学分野
    - 地球環境科学分野
    - 自然災害科学分野

  - 数理科学科　（2024年度まで）
    - 数理基幹コース
    - 数理展開コース

  - 知能情報デザイン学科　（2024年度まで）
    - データサイエンスコース
    - 情報システムデザインコース

  - 機械・電気電子工学科　（2024年度まで）
    - 機械工学コース
    - 電気電子工学コース

  - 建築デザイン学科　（2024年度まで）
    - 建築計画デザインコース
    - 建築構造・住環境コース

  - 理工特別コース（学部共通教育コース）

- 生物資源科学部（2012年、生物科学科、生態環境科学科、生命工学科、農業生産学科、地域開発科学科を改組）
  - 2018年度以降入学
    - 生命科学科
      - 細胞生物学コース
      - 水圏・多様性生物学コース
      - 生命機能化学コース
      - 食生命科学コース

    - 農林生産学科
      - 資源作物・畜産学コース
      - 園芸植物科学コース
      - 農業経済学コース
      - 森林学コース

    - 環境共生科学科
      - 環境生物学コース
      - 生態環境学コース
      - 環境動態学コース
      - 地域工学コース

  - 2017年度までの入学者
    - 生物科学科
      - 生物科学教育コース

    - 生命工学科
      - 生命工学教育コース

    - 農林生産学科[注 10]
      - 農業生産学教育コース
      - 森林学教育コース
      - 農林生態科学教育コース
      - 農村経済学教育コース

    - 地域環境科学科[注 11]
      - 生態環境科学教育コース
      - 環境資源工学教育コース
      - 地域工学教育コース
- 材料エネルギー学部（2023年度に設置）
  - 材料エネルギー学科

### 研究科
- 人間社会科学研究科（修士課程）
  - 社会創成専攻
    - 法政コース
    - 地域経済コース
    - 人文社会コース
    - 健康・行動科学コース

  - 臨床心理学専攻

- 教育学研究科[10]（修士課程）
  - 教育実践開発専攻
    - 学習開発コース
    - 発達臨床コース

  - 教育内容開発専攻
    - 言語系教育コース
      - 英語教育分野
      - 国語教育分野

    - 社会系教育コース
    - 数理系教育コース
    - 自然系教育コース
    - 生活系教育コース
      - 家政教育分野
      - 技術教育分野

    - 健康系教育コース
    - 芸術系教育コース
      - 美術教育分野
      - 音楽教育分野

- 医学系研究科[11]
  - 修士課程
    - 医科学専攻
      - 総合医科学コース
      - がん専門薬剤師養成コース
      - 地域医療支援コーディネータ養成コース
      - 医療シミュレータ教育指導者養成コース

    - 看護学専攻
      - 看護援助学コース
      - 看護管理学コース
      - 母子看護学コース
      - 成人看護学コース
      - 地域在宅看護学コース
      - 高齢者看護学コース
      - 老人看護CNSコース

  - 博士後期課程
    - 医科学専攻
      - 研究者育成コース
      - 高度臨床医育成コース
      - 地域がん専門医育成コース
      - 総合診療医指導者育成コース

- 総合理工学研究科[12]
  - 博士前期課程
    - 総合理工学専攻（2012年、物質科学専攻、地球資源環境学専攻、数理・情報システム学専攻、電子制御システム工学専攻、材料プロセス工学専攻を改組）
      - 理工・医連携コース
      - 物理・材料科学コース
      - 物質化学コース
      - 地球資源環境学コース
      - 数理科学コース
      - 情報システム学コース
      - 機械・電気電子工学コース
      - 建築・生産設計工学コース

  - 博士後期課程
    - 総合理工学専攻
      - 理工学際創成コース
      - 数理・物質創成科学コース
      - 地球科学・地球環境コース
      - 機械電子情報工学コース

    - 2013年度以前
      - マテリアル創成工学専攻
講座：マテリアル開発工学、マテリアル循環プロセス学
      - 電子機能システム工学専攻
講座：電子情報システム工学、電子機能集積工学

- 生物資源科学研究科[13]（修士課程）
  - 生物生命科学専攻
    - 課題研究コース
    - 学術研究コース
    - 地域産業人育成コース

  - 農林生産科学専攻
    - 課題研究コース
    - 学術研究コース
    - 地域産業人育成コース

  - 環境資源科学専攻
    - 課題研究コース
    - 学術研究コース
    - 地域産業人育成コース

- 連合農学研究科（博士後期課程、設置校は鳥取大学）
  - 生物生産科学専攻
    - 連合講座：農業生産学、森林資源学、経済・経営学

  - 生物環境科学専攻
    - 連合講座：生産環境工学、環境科学

  - 生物資源科学専攻
    - 連合講座：生物機能科学、資源利用化学

  - 国際乾燥地科学専攻
    - 連合講座：国際乾燥地科学

### 附属機関

#### 全学
- 教育・学生支援本部
  - 大学教育センター（教育推進担当）
  - 大学教育センター（公開講座担当）
  - 大学教育センター（公開講座担当）
  - 大学教育センター（アドミッション担当）
  - 大学教育センター（キャリア担当）
  - 国際観光教育推進センター
  - 学生支援センター
  - 障がい学生支援室
- 研究・学術情報本部
  - 戦略的研究推進センター[注 12]
  - エスチュアリー研究センター[注 13]
  - 産学連携センター[注 14]
  - 総合科学研究支援センター[注 15]
  - 総合情報処理センター
  - 総合博物館
  - 地域包括ケア教育研究センター
  - 自然災害軽減教育研究センター
  - 数理・データサイエンス教育研究センター
  - 新興感染症ワクチン・治療用抗体研究開発センター
- グローバル化推進本部
  - 国際センター
  - 外国語教育センター
  - 島根大学・寧夏大学国際共同研究所
- 地域未来協創本部
- オープンイノベーション推進本部
- 先端マテリアル研究開発協創機構
- 次世代たたら協創センター
- ダイバーシティ推進室
- こころとそだちの相談センター
- 保健管理センター
- 附属図書館
  - 本館
  - 医学図書館（出雲キャンパス）

#### 学部
- 法文学部
  - 山陰研究センター
- 教育学部
  - 教育支援センター[注 16]
  - 教師教育研究センター[注 17]
  - FD戦略センター
  - 島根大学教育学部附属義務教育学校
  - 島根大学教育学部附属幼稚園
- 医学部
  - 島根大学医学部附属病院
  - 教育企画開発室
- 生物資源科学部
  - 生物資源教育研究センター[注 18]

## 施設

### キャンパス
- 松江キャンパス (松江市：法文学部、教育学部、総合理工学部、生物資源科学部、材料エネルギー学部)

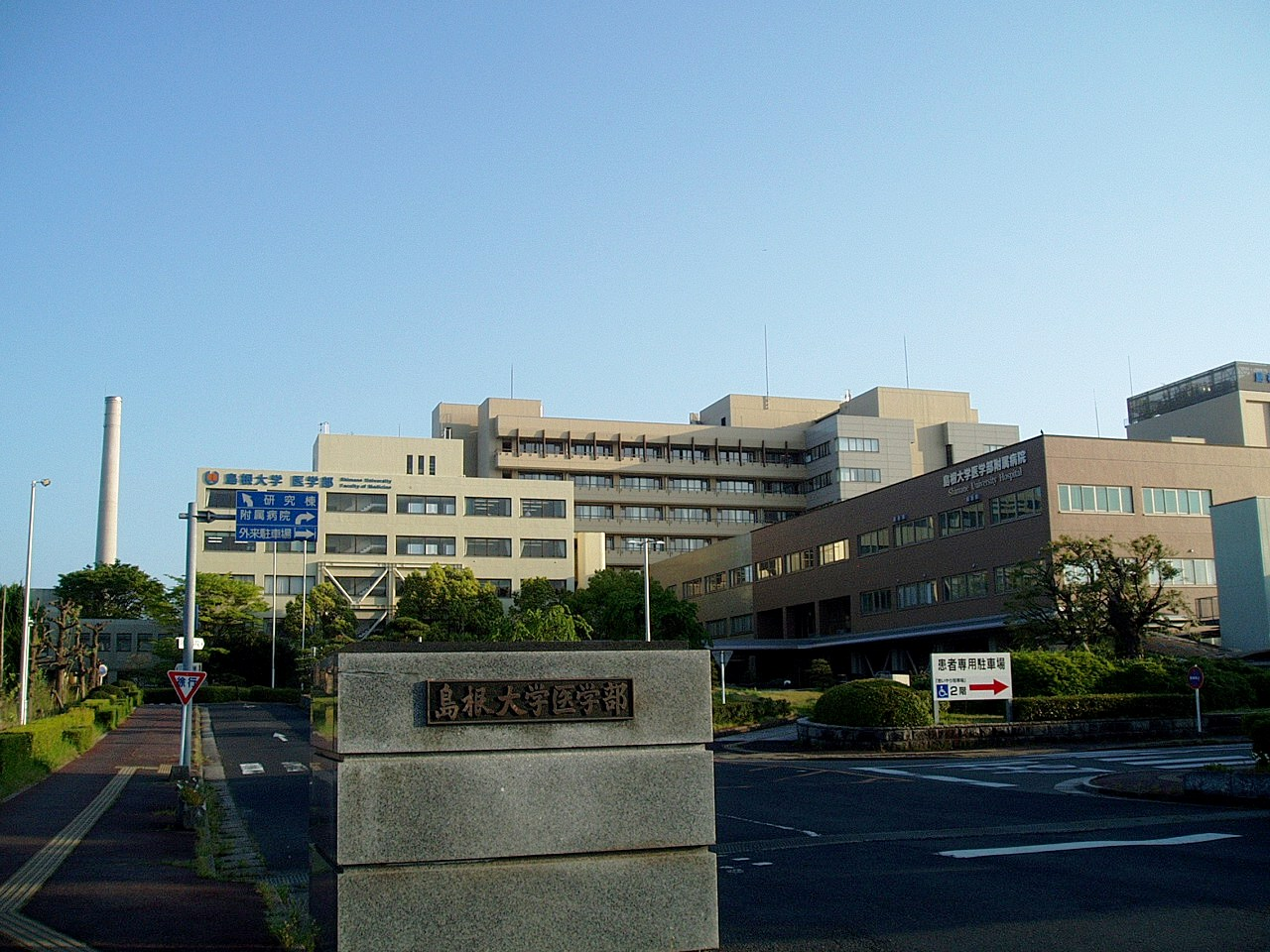
出雲キャンパス正門

  - 学生センター
  - 学生支援センター
  - 附属図書館
  - 総合博物館（アシカル）
  - 第一体育館
  - 第二体育館
  - 学生市民交流ハウスFLAT
  - 大学会館
  - 学生食堂（ソーニュ）
  - 学生食堂（ニコラ）
  - Bakery & Cafe アセット
  - カフェ ViViCa

- 出雲キャンパス (出雲市：医学部)
  - 附属図書館医学分館
  - 国際交流会館
  - 医学部食堂

### 寮
- 島根大学学生寮（松江キャンパスから徒歩で約10分の所に位置する）
  - A棟（男子・女子・留学生共用。収容定員168人、個室）
  - B棟（男子・女子・留学生共用。収容定員91人、個室）
  - C棟（男子・女子・留学生共用。収容定員59人、個室）

### その他の施設
- 地域未来協創本部産学連携部門（松江市北陵町）

- 生物資源科学部附属生物資源教育研究センター本庄総合農場（松江市本庄町）
- 生物資源科学部附属生物資源教育研究センター海洋生物科学部門臨海実験所（隠岐の島町）
- 生物資源科学部附属生物資源教育研究センター森林科学部門三瓶演習林（大田市三瓶山）
- 生物資源科学部附属生物資源教育研究センター神西砂丘農場（出雲市神西沖町）
- エスチュアリー研究センター中海分室（松江市八束町）
- 国登録有形文化財・島根大学旧奥谷宿舎（旧制松江高等学校外国人宿舎）（松江市奥谷町）
- 広島オフィス（広島市中区立町）

## イベント

### 松江キャンパス
- 淞風（しょうふう）祭 - 学園祭
  - 2009年度の淞風祭は新型インフルエンザの影響により開催中止となった[14]。
  - 2020年度の淞風祭は新型コロナウイルスの影響により開催中止となった。

### 出雲キャンパス
- くえびこ祭  - 学園祭

## アクセス
- 松江キャンパス（北緯35度29分11.6秒 東経133度4分5.6秒 / 北緯35.486556度 東経133.068222度）
  - JR西日本山陰本線松江駅
  - 一畑電車松江しんじ湖温泉駅
  - 松江駅より松江市営バス（北循環線、川津線ほか）、一畑バス（美保関ターミナル線、マリンゲートしまね線） - 島根大学前バス停下車すぐ
- 出雲キャンパス（北緯35度20分52.8秒 東経132度45分18.5秒 / 北緯35.348000度 東経132.755139度）
  - JR西日本山陰本線出雲市駅・一畑電車電鉄出雲市駅より真南におよそ1.2km、あるいは同駅より一畑バス（出雲大社・日御碕線、須佐線） - 島根医大病院前バス停下車すぐ

## 学生生活

### サークル・同好会
- 松江キャンパス
  - 体育会系サークル
    - ソフトテニス部・少林寺拳法部・準硬式野球部・ソフトテニス同好会・弓道部・軟式野球部・卓球部・フリークライミング部・男子ソフトボール部・卓球同好会・ボクシング部・ソフトボール同好会・バドミントン部・ボート部・男子バレーボール部・バドミントン愛好会・水泳部・女子バレーボール部・ハンドボール部・ワンダーフォーゲル部・バレーボール愛好会・ラグビー部・陸上競技部・バレーボール同好会・アメリカンフットボール部・器械体操・新体操部・男子バスケットボール部・男子ラクロス部・アーチェリー部・女子バスケットボール部・女子ラクロス部・サイクリング部・ＳＰＩＥＬ・男子アイスホッケー部・馬術部・女子アイスホッケー部・自動車部・サッカー部・柔道部・ユースホステルクラブ・サッカー同好会・剣道部・山岳部・フットサル部・居合道部・ダンスサークルＳＣＲＵＭ・硬式テニス部・空手道部・よさこい連「國美輝」・硬式テニス同好会・合気武道部・学生生活向上サークル『ＳＦＩＤＡ』・硬式テニスクラブ・合気道部・サバゲー部

  - 文化系サークル
    - 混声合唱団・Ｅ.Ｓ.Ｓ・吹奏楽部・ＩＳＦ・ギター部・ＳＵＩＳＡ・軽音楽部（Offical髭男dism 結成の部）・手話サークル「いとまき」・邦楽部・ボランティアサークル「はらっぱ」・Ｐｏｐ’ｎ　Ｌｉｇｈｔ　Ｐａｒｔｙ・献血推進サークル ぐっぱ・スナフキン・赤十字奉仕団ぷらす・C R O S S  R O A D・ＢＢＳ・美術部・プレプレまつえキッズ・写真部 ・総合環境サークルエコロジー・ネットワーク・書道部・園芸同好会・陶芸部・野外研究同好会・総合文芸部・隠岐の助っ人・漫画研究会・公務法曹研究会・将棋部・島大　Ｓｐｉｒｉｔｓ！・囲碁部・考古学研究会・麻雀研究会・無線通信技術部・裏千家茶道研究会・島根大学かるた会・不昧流茶道部・里山管理研究会・草月流華道部・島根大学ものづくり部Pim・天文部・鐵道研究会 ・シアターちょこざい・能楽部・放送サークル・映画同好会・お笑いサークル「あちゃらか」

- 出雲キャンパス
  - 体育会系サークル
    - サッカー部・ソフトテニス部・剣道部・水泳部・準硬式野球部・ラグビー部・硬式庭球部・フラッグフットボール部 ・バスケットボール部・合気道部・卓球部・テニス同好会・弓道部・ダンス部・陸上競技部・SMFC(Shimane Medical Futsal) フットサルサークル・馬術部・山岳部・バドミントン部・バレーボール部・空手道部・少林寺拳法部

  - 文化系サークル
    - 地域医療研究会・SCOP(Skill Conquest and output program)・芸術倶楽部・Jazz研究会・シュールカメラート管弦楽団・フローラ室内楽団・茶道部・『医大WISH』～出雲の学生ができること～・軽音楽部・エレクトーンサークル「COLORS」・写真部・おろちいき・キンダーフロイント・在宅ボランティアサークル「えすこに」・合唱部・島根大学医学部　自転車サークル・陶芸部・島根大学医学部競技かるた会・手話サークル・農園クラブ・国際交流サークル～IFMSA-Shimane～

## 対外関係

### 地方自治体との協定
- 出雲市（包括的連携に関する協定） - 2010年8月4日締結。
- 雲南市（包括的連携に関する協定） - 2005年8月12日締結。
- 大田市（包括的連携に関する協定） - 2013年7月11日締結。
- 島根県 - 2004年11月8日締結。
- 島根県警察（包括的連携･協力に関する協定） - 2012年10月31日締結。
- 島根県産業技術センター（包括的連携に関する協定） - 2013年11月27日締結。
- 浜田市（包括的連携に関する協定） - 2015年2月5日締結。
- 松江市（連携協力に関する協定） - 2006年3月30日締結。
- 安来市（包括的連携に関する協定） - 2013年5月27日締結。
- 飯南町（包括的連携に関する協定） - 2013年10月28日締結。
- 邑南町（包括的連携に関する協定） - 2009年8月11日締結。
- 隠岐の島町（包括的連携に関する協定） - 2014年2月28日締結。
- 隠岐島前3町村[注 19]（包括的連携に関する協定） - 2014年5月15日締結[15]。
- 奥出雲町（包括的連携に関する協定） - 2016年10月6日締結。
- 津和野町（包括的連携に関する協定） - 2017年2月21日締結。
- 益田市（包括的連携に関する協定） - 2018年8月28日締結[16]。
- 日南町（包括的連携に関する協定） - 2007年2月23日締結。
- 中海・宍道湖・大山圏域市長会（包括的連携に関する協定） - 2017年3月16日締結。

### 他の大学との協定
国内大学
- 大正大学
- 島根県立大学

海外協定校
- カリフォルニア大学デイビス校
- テキサス大学ダラス校
- フロリダ大学
- 北京師範大学
- 東海大学 (台湾)
- ワイカト工科大学
- アイスランド大学

### 高等学校等との協定
- 沖縄工業高等専門学校（包括的連携に関する協定） - 2017年3月21日締結[17]。
- 松江工業高等専門学校（包括的連携に関する協定） - 2015年10月8日締結。

### その他機関･団体との協定
- 一畑グループ（包括的連携に関する協定） - 2016年3月1日締結。
- 宇宙航空研究開発機構（宇宙教育に関する連携協力協定） - 2008年10月27日締結[18]。
- キグチテクニクス（包括的連携に関する協定） - 2017年3月9日締結。
- 厚生労働省島根労働局（包括的連携に関する協定） - 2017年4月14日締結[19]。
- 国土交通省中国地方整備局（包括的連携･協力に関する協定） - 2006年3月27日締結。
- 山陰中央新報社（包括連携協力に関する協定） - 2013年6月13日締結。
- 山陰合同銀行（大学発ベンチャー等支援に関する協力協定） - 2014年12月19日締結。
- 山陰合同銀行グループ（包括連携協力に関する協定） - 2008年3月25日締結。
- 島根経済同友会（包括的連携に関する協定） - 2013年11月1日締結[20]。
- 島根県社会福祉協議会（連携協力に関する協定） - 2014年7月2日締結。
- 島根県信用保証協会（包括的連携に関する協定） - 2017年1月10日締結。
- しまね産業振興財団（包括的連携協力に関する協定） - 2013年12月19日締結。
- 全国健康保険協会島根支部（包括的連携に関する協定）　- 2017年11月28日締結。
- 中村元記念館（包括的連携に関する協定） - 2013年10月18日締結。
- 西日本旅客鉄道米子支社（包括的連携に関する協定） - 2013年11月11日締結。

## 社会との関わり

### 「天皇小論文入試」事件
1994年、島根大学法文学部が大学入試において、和田英夫 『昭和天皇と日本国憲法』、樋口陽一 『もういちど憲法を読む』、久野収 『「天皇崇拝」の意識構造』の3つの課題文をもとに、昭和天皇の戦争責任に関する出題を行った。これに対して、右翼団体が全国から殺到し、街宣車を繰り出して大学側に抗議を申し入れるという事態となり、広く社会の注目を集めた。

## 不祥事

### 裁量労働制未払割増賃金事件
2018年8月、松江労働基準監督署は、教職員の裁量労働制下での割増賃金の未払いは労働基準法違反だとして、島根大学に対して是正勧告を送付。2019年6月、大学より未払賃金9,000万円余りが教職員に支払われた。

### 医学部における献体の不適切な取り扱い
医学部において、2017年度から2021年度にかけ、献体として提供を受けた50体の遺体について、防腐処置を怠るなど不適切管理があったことが、2022年7月に明らかになった。この影響により、一部の遺体は、本来目的である実習での全身解剖が不可能となっている。提供者の厚意と尊厳を蹂躙する扱いであるとして、献体に応じた遺族から怒りの声が多数出ている。

## 大学周辺
- 菅田庵 - 国の史跡および名勝
- 金崎古墳群 - 国の史跡
- 楽山
- ソフトビジネスパーク島根